# Tonopah (Nevada)
Tonopah város az USA Nevada államában, Nye megyében, melynek megyeszékhelye is. Lakosainak száma 2179 fő (2020. április 1.).

## Népesség
A település népességének változása:

| 2010 | 2 478 |
| 2020 | 2 179 |